# Athetis perineti
Athetis perineti är en fjärilsart som beskrevs av Pierre E.L. Viette 1963. Athetis perineti ingår i släktet Athetis och familjen nattflyn. Inga underarter finns listade i Catalogue of Life.